# 劉鵬 (1951年)
劉鵬（1951年9月—），男，重庆人，中华人民共和国政治人物。重慶大學機械工程系固體力學專業研究生畢業，工學碩士。中共第十六届中央候补委员，第十七届、十八届中央委员。曾任國家體育總局局長、黨組書記。现任中国奥林匹克委员会名誉主席。

## 生平
1969年1月参加工作，在四川省內江縣做知識青年。1970年代任重慶鋼鐵公司焦化廠工人、廠團總支書記、公司團委干事。1979年5月加入中国共产党。1979年至1982年先後在西安交通大學、重慶大學學習。1982年，任重庆大学力学教研室教员、副主任，研究生部党总支副书记。
1985年，任中共四川省重慶市委常委、共青團重慶市委書記、重慶市沙坪壩區委書記。1987年8月，任共青團四川省委副書記、书记，團中央常委（其間：1987年至1988年在中共中央黨校學習）。1991年8月，任中共宜賓地委副書記、行署專員。
1993年5月，任共青團中央書記處書記、常務書記、中華全國青年聯合會主席（1993年7月明確為副部長級幹部）。1997年10月，任中共中央宣傳部副部長、中央社會治安綜合治理委員會委員。2002年4月，任中共四川省委副書記。
2004年12月，任國家體育總局局長、党组副书记。2005年2月當選中國奧委會主席，同年11月任國家體育總局黨組書記。2016年10月31日，到龄卸任国家体育总局局长、北京2022年冬奥会和冬残奥会组织委员会执行主席。
2016年11月，增补为第十二届全国政协委员，任第十二届全国政协外事委员会副主任。

## 外部連結
| 中華人民共和國政府职务 | 中華人民共和國政府职务                                 | 中華人民共和國政府职务 |
| ---------------------- | ------------------------------------------------------ | ---------------------- |
| 前任： 袁偉民          | 國家體育總局局長 2004年12月－2016年11月                | 繼任： 苟仲文          |
| 前任： 周成美          | 四川省宜賓地區行政公署專員 1991年8月－1993年5月        | 繼任： 周繼堯          |
| 民事職務               |                                                        |                        |
| 前任： 袁偉民          | 中國奧林匹克委員會主席 2005年2月－2016年12月           | 繼任： 苟仲文          |
| 前任： 張寶順          | 中華全國青年聯合會主席 1993年12月－1998年1月           | 繼任： 巴音朝鲁        |
| 中国共产党职务         |                                                        |                        |
| 前任： 王三运          | 中国共产党四川省委员会专职副书记 2002年4月－2004年12月 | 繼任： 蒋巨峰          |